# Jerry Heidenreich
Jerôme Alan "Jerry" Heidenreich, né le 4 février 1950 à Tulsa et décédé le 18 avril 2002, est un nageur américain.
Lors des Jeux olympiques d'été de 1972 disputés à Munich, il a obtenu la médaille d'or lors des relais 4 × 100 m nage libre et 4 × 100 m quatre nages, dont les Américains ont établi à chaque fois un nouveau record du monde. En individuel, il a obtenu deux médailles, l'argent lors du 100 mètres nage libre et le bronze lors du 100 mètres papillon.
En carrière, il aura battu six records du monde en tant que coéquipier dans les relais.
Heidenreich a été introduit au International Swimming Hall of Fame en 1992 en tant que "Honor Swimmer".
Victime d'un accident vasculaire cérébral qui l'a laissé partiellement paralysé en 2001, Jerry Heidenreich a mis fin à ses jours l'année suivante .

## Palmarès

### Jeux olympiques
- Jeux olympiques de Munich en 1972
  -  médaille d'or au relais 4 × 100 m nage libre
  -  médaille d'or au relais 4 × 100 m quatre nages
  -  médaille d'argent au 100 m nage libre
  -  médaille de bronze au 100 m papillon

### Jeux panaméricains
- médaille d'or au relais 4 × 100 m nage libre à Cali en 1971
- médaille d'or au relais 4 × 200 m nage libre à Cali en 1971
- médaille d'or au relais 4 × 100 m quatre nages à Cali en 1971
- médaille d'argent au 100 m papillon à Cali en 1971